# Старый Гостиный двор
Ста́рый Гости́ный двор — старейший гостиный двор Москвы. Занимает квартал Китай-города между улицами Варваркой и Ильинкой и Хрустальным и Рыбным переулками. В 1990-е годы перестроен под торгово-выставочный комплекс.

## История

### XV—XVII века
Впервые Гостиный двор в Москве упоминается в книге австрийского посланника Сигизмунда фон Герберштейна «Записки о Московии», в которой он описывает посещение столицы в 1520-х годах: 

Недалеко от крепости есть большой, обнесенный стенами дом, называемый двором господ купцов, в котором купцы живут и хранят свои товары.
 Местность, где он расположен, стала центром московской торговли в XV веке, когда там обосновались купцы, ранее торговавшие на территории Кремля.
 
Каменный Гостиный двор построили в 1641 году по указу Михаила Фёдоровича. Он был разделён на четыре двора: Старый, Новый, Соляной и Рыбный. В первых двух находились ряды с лавками и амбарами, в последних — лавки, шалаши и шалашные места. В 1661—1665 годах под руководством купца и думного дьяка Аверкия Кириллова двор расширили в сторону Варварки, построив новое здание на месте ранее размещавшихся лавок. Постройка занимала целый квартал между Ильинкой и Варваркой. Комплекс окружали высокие побелённые стены с воротами, над которыми стояла восьмиугольная башня. Её венчал медный, весом более 20 пудов, позолоченный орёл, а по бокам располагались маленькие шатрики. После перестройки Гостиный двор обрёл и дипломатическую функцию: в нём размещался Посольский приказ, в который приезжали послы зарубежных стран и иностранные купцы.

### XVIII—XX века
.
К концу XVIII века Гостиный двор обветшал. В 1786 году московский главнокомандующий граф Яков Брюс докладывал Екатерине II о его состоянии: 

…пришёл в совершенную ветхость и угрожает разрушением и падением, как-то кирпич и белой камень из стен во многих местах уже выпадывает, а равно и крышка, стены и столбы начали обваливаться, отчего не токмо торгующие в магазейнах, но как оный двор положение имеет на четырёх улицах, то проходящие и проезжающие подвергаются крайней опасности, а паче от находящихся на воротах башен, которыя совсем наклонились.
 В июле того же года после продолжительных дождей часть здания рухнула: были разрушены 15 лавок, погибли два торговца. Для сбора средств на строительство нового здания Екатерина издала указ «Об отдаче каменного Гостиного двора городу для умножения доходов на разные нужды». Помещения и землю продали с аукциона по частям в 1790-м, выручив 234 593 рубля 33 копейки. Проект нового Гостиного двора создал архитектор Джакомо Кваренги. Однако он не учёл особенности местности — глинистый грунт и уклон рельефа. В связи с этим зодчим Ивану Андреевичу Селехову и Семёну Антоновичу Карину под общим руководством Матвея Казакова пришлось отступить от первоначального замысла. Строительство было окончено в 1805 году. В новом комплексе насчитывалось 760 лавок, амбаров, палаток, площадь корпусных строений составляла более 3880 квадратных саженей. Это было трёхэтажное здание в классических палладианских традициях, в арочных пространствах которого располагались лавки. Его углы были закруглены для облегчения движение людей по тротуарам узких переулков Китай-города. По периметру здания находились колонны и проездные арки: две выходили на Хрустальный переулок, две — на Рыбный и одна — на улицу Варварку. Внутренний двор был разделён на две части поперечным корпусом.
 
Во время московского пожара 1812 года, который начался с Гостиного двора, были разграблены лавки и повреждена бо́льшая часть комплекса. После освобождения города от французской армии началось восстановление строения под руководством архитектора Осипа Бове, которое завершилось в 1830-м. В 1838 году здание получило название Старый Гостиный двор, поскольку рядом построили торговый комплекс — Новый Гостиный двор.
В 1903 году по проекту архитектора Карла Гиппиуса средняя часть комплекса в Хрустальном переулке была перестроена в стиле псевдоклассицизм. По другим данным, руководил строительством Семён Барков. Старый Гостиный двор послужил прототипом аналогичных зданий в некоторых городах, но его первоначальный облик был изменён после закладки владельцами лавок наружных и большинства внутренних аркад, а также разделения единой галереи второго этажа на отдельные помещения.
В годы Великой Отечественной войны площади Гостиного двора использовались в качестве бомбоубежищ.
В 1960 году здание Гостиного двора было отремонтировано с восстановлением архитектурного убранства силами Пролетарского РЖУ под руководством архитектора Моспроекта Л. Ненаглядкина с перспективой использования под выставочное помещение.

## Современность
Постепенно Гостиный Двор ветшал и разрушался: проседал фундамент, появлялись трещины. В 1996 году началась его реставрация в соответствии с постановлением правительства Москвы от 26 июля 1994 года № 618, продлившаяся пять лет. На стройке работали археологи, исследовавшие культурный слой от Ильинки к Варварке. Им удалось обнаружить около двухсот сооружений XII—XVII веков: жилые и хозяйственные срубные постройки, водоотводы и колодцы. При расчистке глубокого бревенчатого подклета в ямах был найден клад, содержащий 16 серебряных сосудов, более 95 тысяч русских серебряных монет и 335 талеров, отчеканенных на монетных дворах Западной Европы. Они выставлены в филиале Музея Москвы — Музее археологии Москвы.
Начатые работы выполнялись без тщательного обследования постройки из-за сжатых сроков. Изначально планировалось завершить реконструкцию к 850-летию Москвы. После обрушения нескольких арок во время строительства сроки сдвинули и заменили бригаду проектировщиков: работы передали Мастерской № 15 «Моспроекта-2», руководимой Сергеем Ткаченко. В результате реконструкции были надстроены мансардные этажи, которые оборудовали под офисы. Куполообразная крыша изменила панораму Китай-города, открывающуюся с Большого Москворецкого моста, а галерея утратила вид на храм Василия Блаженного. Внутренний двор площадью 12 000 м² замостили гранитом и перекрыли светопрозрачной конструкцией. Над её созданием работал коллектив инженеров: В. А. Ильин, И. А. Шухнин, С. Ю. Ким, главные конструкторы Нодар Канчели и И. Г. Еремеев. По некоторым оценкам, после реконструкции памятник истории превратился в характерный для лужковского периода «муляж».
С 2000 года Старый Гостиный двор находился под управлением частных компаний. В 2014 году 49 % комплекса выкупило ОАО «Премьер Инвест» во главе с бизнесменом Михаилом Михайловичем Хубутия. По состоянию на 2018 году Гостиный двор принадлежит городу и находится в управлении музейно-выставочного объединения «Манеж».